# Hell’s Kitchen. Piekielna kuchnia
Hell’s Kitchen. Piekielna kuchnia (ósma edycja pod krótszą nazwą: Hell’s Kitchen) – polski program telewizyjny typu reality show oparty na formacie Hell’s Kitchen, emitowany w latach 2014–2016 i 2022–2023 na antenie telewizji Polsat.

## Charakterystyka programu
W programie udział bierze kilkanaścioro zawodowych kucharzy i kucharzy-amatorów. Początkowo występują w dwóch drużynach – kobiety w czerwonej, a mężczyźni w niebieskiej (z wyjątkiem 8. edycji), jednak w dalszej części edycji podziały te ulegają zmianom; parę odcinków przed finałem zawodnicy, którzy pozostali w grze tworzą jeden zespół (oznaczony czarnym kolorem bluz, w 8. edycji zapasek).
Uczestnicy programu wykonują zadania polegające na przygotowywaniu dań, które będą spełniać warunki zadanego tematu – np. dekompozycja popularnej potrawy, przyrządzenie dania, którego podstawą będzie określony z góry (ewentualnie wybrany lub wylosowany) składnik, przygotowanie posiłków dla żołnierzy bądź dzieci czy przyrządzenie popisowego dania (z reguły w pierwszym odcinku). Zadania te najczęściej kończą się wskazaniem drużyny wygranej, która otrzymuje nagrodę oraz drużyny przegranej, która otrzymuje karę. Niekiedy na czas jednego zadania do drużyn dołączają zaproszeni goście – gwiazdy i celebryci.
W każdym odcinku programu odbywa się tzw. serwis, w czasie którego uczestnicy przygotowują potrawy zamówione przez gości restauracji będącej częścią studia, w którym realizowany jest program. Oceny pracy uczestników dokonuje szef kuchni: w edycjach 1–5 Wojciech Modest Amaro, w edycji 6. Michał Bryś, a od 7. Mateusz Gessler. Na przestrzeni dziesięciu odcinków (w 8. edycji: dziewięciu) decyzją m.in. szefa kuchni kolejni zawodnicy odpadają z programu.
Finaliści wydają serwis razem z osobami, które odpadły w poprzednich odcinkach (z wyjątkiem 8. edycji, w której pięcioro finalistów stworzyło zespół). Nazwisko zwycięzcy ogłaszane jest w drugiej części odcinka finałowego, która realizowana jest na żywo. Zwycięzca zdobywa nagrodę główną – 100 000 złotych i pracę w restauracji szefa kuchni programu.

## Ekipa
Szef kuchni
Szefem kuchni w pierwszych pięciu edycjach był Wojciech Modest Amaro – założyciel i szef kuchni warszawskiej restauracji Atelier Amaro. W czerwcu 2016 Telewizja Polsat ogłosiła, że nowym prowadzącym program został Michał Bryś — szef kuchni i współwłaściciel warszawskiej restauracji L’enfant Terrible. Po 6-letniej przerwie w produkcji programu nowym szefem kuchni został Mateusz Gessler.
| Szef kuchni           | Edycja | Edycja | Edycja | Edycja | Edycja | Edycja | Edycja | Edycja |
| Szef kuchni           | 1.     | 2.     | 3.     | 4.     | 5.     | 6.     | 7.     | 8.     |
| Szef kuchni           | [ 6 ]  | [ 6 ]  | [ 6 ]  | [ 6 ]  | [ 6 ]  | [ 4 ]  | [ 5 ]  | [ 7 ]  |
| --------------------- | ------ | ------ | ------ | ------ | ------ | ------ | ------ | ------ |
| Wojciech Modest Amaro | ●      | ●      | ●      | ●      | ●      |        |        |        |
| Michał Bryś           |        |        |        |        |        | ●      |        |        |
| Mateusz Gessler       |        |        |        |        |        |        | ●      | ●      |

Asystenci szefa kuchni
Sous-chefami w programie zostawali uczestnicy innego kulinarnego reality show Polsatu – „Top Chef”. Wyjątki stanowią: trzecia edycja, w której sous-chefami zostali uczestnicy poprzednich edycji „Hell’s Kitchen…” (choć jeden z nich również brał udział w programie „Top Chef”) oraz czwarty odcinek drugiej edycji, w którym podczas serwisu sous-chefami byli uczestnicy pierwszej edycji – Arkadiusz Klimkiewicz i Paulina Sawicka.
| Asystent(ka)          | Edycja | Edycja | Edycja | Edycja | Edycja | Edycja | Edycja | Edycja |
| Asystent(ka)          | 1.     | 2.     | 3.     | 4.     | 5.     | 6.     | 7.     | 8.     |
| Asystent(ka)          | [ 9 ]  | [ 10 ] | [ 11 ] | [ 12 ] | [ 13 ] | [ 14 ] | [ 15 ] | [ 16 ] |
| --------------------- | ------ | ------ | ------ | ------ | ------ | ------ | ------ | ------ |
| Dariusz Kuźniak       | ●      | ●      |        |        |        |        |        |        |
| Piotr Ślusarz         | ●      | ●      |        |        |        |        |        |        |
| Paulina Sawicka       |        |        | ●      |        |        |        |        |        |
| Piotr Ogiński         |        |        | ●      |        |        |        |        |        |
| Sebastian Olma        |        |        |        | ●      | ●      |        |        |        |
| Marcin Przybysz       |        |        |        | ●      | ●      |        |        |        |
| Łukasz Budzik         |        |        |        |        |        | ●      |        |        |
| Marcin Piotrowski     |        |        |        |        |        | ●      |        |        |
| Bartłomiej Krężel     |        |        |        |        |        |        | ●      |        |
| Robert Kondziela      |        |        |        |        |        |        | ●      | ●      |
| Martin Gimenez Castro |        |        |        |        |        |        |        | ●      |

Menadżer sali
| Menadżer sali       | Edycja | Edycja | Edycja | Edycja | Edycja | Edycja | Edycja | Edycja |
| Menadżer sali       | 1.     | 2.     | 3.     | 4.     | 5.     | 6.     | 7.     | 8.     |
| Menadżer sali       | [ 17 ] | [ 17 ] | [ 17 ] | [ 17 ] | [ 17 ] | [ 17 ] | [ 18 ] | [ 16 ] |
| ------------------- | ------ | ------ | ------ | ------ | ------ | ------ | ------ | ------ |
| Paweł Gruba         | ●      | ●      | ●      | ●      | ●      | ●      |        |        |
| Łukasz Henryk Sagan |        |        |        |        |        |        | ●      | ●      |

Prowadzący części na żywo finałowego odcinka
| Prowadzący           | Edycja | Edycja | Edycja | Edycja | Edycja | Edycja | Edycja | Edycja |
| Prowadzący           | 1.     | 2.     | 3.     | 4.     | 5.     | 6.     | 7.     | 8.     |
| -------------------- | ------ | ------ | ------ | ------ | ------ | ------ | ------ | ------ |
| Paulina Sykut-Jeżyna | ●      | ●      | ●      | ●      | ●      |        |        | ●      |
| Maciej Dowbor        |        |        |        |        |        | ●      |        |        |
| Krzysztof Ibisz      |        |        |        |        |        |        | ●      |        |

## Emisja w telewizji
Program po raz pierwszy nadano we wtorek, 8 kwietnia 2014 roku o godz. 20.05 na antenie telewizji Polsat. Dalsza emisja odbywała się w sześciu kwartalnych sezonach telewizyjnych o tej samej porze (po dziesięć odcinków w sezonie). Jesienią 2016 roku zaprzestano realizacji programu.
W marcu 2022 roku w mediach pojawiły się zapowiedzi powrotu programu z nowym szefem kuchni. Kolejne odcinki nowej edycji ukazywały się jesienią 2022 roku. Pod koniec grudnia 2022 telewizja Polsat poinformowała o realizacji kolejnej, ósmej, edycji, zaś w maju 2023 o zakończeniu produkcji i emisji programu.

### Spis serii
Uwaga: tabela zawiera informacje odnoszące się wyłącznie do pierwszej emisji telewizyjnej; w niniejszej sekcji nie uwzględniono emisji powtórek oraz ewentualnej dostępności w serwisach internetowych, takich jak np. ipla, Polsat Go czy Polsat Box Go.
| Edycja | Edycja | Odcinki    | Sezon       | Premiera         | Finał             | Pora emisji  | Średnia oglądalność                                 | Źródło |
| ------ | ------ | ---------- | ----------- | ---------------- | ----------------- | ------------ | --------------------------------------------------- | ------ |
|        | 1.     | 1–10 (10)  | wiosna 2014 | 8 kwietnia 2014  | 10 czerwca 2014   | wtorek 20.05 | 1,792 mln                                           | [ 25 ] |
|        | 2.     | 11–20 (10) | jesień 2014 | 9 września 2014  | 18 listopada 2014 | wtorek 20.05 | 1,763 mln                                           | [ 26 ] |
|        | 3.     | 21–30 (10) | wiosna 2015 | 10 marca 2015    | 12 maja 2015      | wtorek 20.05 | 1,646 mln                                           | [ 27 ] |
|        | 4.     | 31–40 (10) | jesień 2015 | 8 września 2015  | 10 listopada 2015 | wtorek 20.05 | 1,633 mln                                           | [ 28 ] |
|        | 5.     | 41–50 (10) | wiosna 2016 | 1 marca 2016     | 3 maja 2016       | wtorek 20.05 | 1,483 mln                                           | [ 29 ] |
|        | 6.     | 51–60 (10) | jesień 2016 | 6 września 2016  | 22 listopada 2016 | wtorek 20.05 | 1,196 mln                                           | [ 30 ] |
|        | 7.     | 61–70 (10) | jesień 2022 | 31 sierpnia 2022 | 2 listopada 2022  | środa 20.00  | 580 tys. (za: WM) 628 tys. (za: Press; TSV + 2 dni) | [ 22 ] |
|        | 8.     | 71–79 (9)  | wiosna 2023 | 1 marca 2023     | 26 kwietnia 2023  | środa 21.10  | 395 tys. (za: WM) 370 tys. (za: Press)              | [ 32 ] |

## Uczestnicy i wyniki

### Pierwsza edycja (wiosna 2014)
Uczestnikami pierwszej edycji programu byli (alfabetycznie): Sylwia Biały, Michał Bystroń, Carmelo Cestaro, Adam Czapski, Agata Gawrońska, Monika Katreniok, Łukasz Kawaller, Grzegorz Kaźmierczak, Arkadiusz Klimkiewicz, Rafał Kuczkowski, Aldona Organiściak, Katarzyna Rajkiewicz, Paulina Sawicka, Ewa Zakrzewska.
Wyniki rozgrywki przedstawia poniższa tabela.
| Wyniki pierwszej edycji   |                       |
| Rezultat                  | Finalista             |
| zwycięzca                 | Łukasz Kawaller       |
| finalista                 | Sylwia Biały          |
| Eliminacja                | Uczestnik             |
| konkurencja przed finałem | Katarzyna Rajkiewicz  |
| eliminacje nr 9           | Arkadiusz Klimkiewicz |
| eliminacje nr 8           | Adam Czapski          |
| eliminacje nr 7           | Paulina Sawicka       |
| eliminacje nr 7           | Agata Gawrońska       |
| eliminacje nr 6           | Ewa Zakrzewska        |
| eliminacje nr 5           | Michał Bystroń        |
| odcinek nr 5              | Rafał Kuczkowski      |
| eliminacje nr 4           | Carmelo Cestaro       |
| eliminacje nr 3           | Monika Katreniok      |
| eliminacje nr 2           | Grzegorz Kaźmierczak  |
| eliminacje nr 1           | Aldona Organiściak    |

### Druga edycja (jesień 2014)
Uczestnikami drugiej edycji programu byli (alfabetycznie): Mariusz Adam, Bartosz Brogowski, Michał Bystroń, Monika Dąbrowska, Mirosław Fiłonowicz, Paulina Kantak, Przemysław Lewandowski, Damian Malesza, Renata Marona, Halina Miszewska, Maciej Obukowicz, Piotr Ogiński, Jonasz Papaj, Anna Pastuszka, Joanna Popko, Karolina Rudolf, Beata Siebuła, Waldemar Sieminiak, Przemysław Szocik (nie wszyscy brali udział w programie od pierwszego odcinka).
Wyniki rozgrywki przedstawia poniższa tabela.
| Wyniki drugiej edycji     |                        |
| Rezultat                  | Finalista              |
| zwycięzca                 | Monika Dąbrowska       |
| finalista                 | Piotr Ogiński          |
| Eliminacja                | Uczestnik              |
| konkurencja przed finałem | Paulina Kantak         |
| konkurencja przed finałem | Michał Bystroń         |
| eliminacje nr 8           | Damian Malesza         |
| eliminacje nr 7           | Anna Pastuszka         |
| eliminacje nr 6           | Karolina Rudolf        |
| eliminacje nr 6           | Bartosz Brogowski      |
| eliminacje nr 5           | Maciej Obukowicz       |
| odcinek nr 5              | Przemysław Lewandowski |
| odcinek nr 5              | Przemysław Szocik      |
| eliminacje nr 4           | Joanna Popko           |
| eliminacje nr 4           | Renata Marona          |
| eliminacje nr 3           | Halina Miszewska       |
| eliminacje nr 2           | Mariusz „Ryjek” Adam   |
| eliminacje nr 2           | Jonasz Papaj           |
| odcinek nr 2              | Waldemar Sieminiak     |
| odcinek nr 1              | Mirosław Fiłonowicz    |
| odcinek nr 1              | Beata Siebuła          |

### Trzecia edycja (wiosna 2015)
Uczestnikami trzeciej edycji programu byli (alfabetycznie): Klaudia Chamarczuk, Aleksandra Czerniawska, Marta Czernicka, Katarzyna Domańska, Dominik Gralewicz, Marcin Herman, Daniel Hucik, Justin Kirschner, Roland Knittel, Sebastian Miechowicz, Sandra Rutkowska, Sebastian Schrom, Celina Statkiewicz, Anna Szkaradzińska.
Wyniki rozgrywki przedstawia poniższa tabela.
| Wyniki trzeciej edycji    |                        |
| Rezultat                  | Finalista              |
| zwycięzca                 | Katarzyna Domańska     |
| finalista                 | Klaudia Chamarczuk     |
| Eliminacja                | Uczestnik              |
| konkurencja przed finałem | Celina Statkiewicz     |
| eliminacje nr 9           | Marcin Herman          |
| eliminacje nr 8           | Marta Czernicka        |
| odcinek nr 8              | Daniel Hucik           |
| eliminacje nr 7           | Roland Knittel         |
| eliminacje nr 6           | Justin Kirschner       |
| odcinek nr 6              | Sebastian Schrom       |
| odcinek nr 5              | Aleksandra Czerniawska |
| eliminacje nr 4           | Anna Szkaradzińska     |
| eliminacje nr 3           | Sandra Rutkowska       |
| eliminacje nr 2           | Dominik Gralewicz      |
| eliminacje nr 1           | Sebastian Miechowicz   |

### Czwarta edycja (jesień 2015)
Uczestnikami czwartej edycji programu byli (alfabetycznie): Anna Błaszkiewicz, Katarzyna Chudzicka, Emilia Domaradzka, Karol Fijołek, Mateusz Grzędziński, Adam Ignasiak, Justyna Kołcon, Monika Kumor, Malwina Kurlenda, Paulina Makarska, Damian Marchlewicz, Piotr Schroeder, Adam Włodarczyk, Marcin Wodziński.
Wyniki rozgrywki przedstawia poniższa tabela.
| Wyniki czwartej edycji    |                     |
| Rezultat                  | Finalista           |
| zwycięzca                 | Damian Marchlewicz  |
| finalista                 | Paulina Makarska    |
| Eliminacja                | Uczestnik           |
| konkurencja przed finałem | Justyna Kołcon      |
| eliminacje nr 9           | Malwina Kurlenda    |
| eliminacje nr 8           | Adam Włodarczyk     |
| eliminacje nr 7           | Mateusz Grzędziński |
| eliminacje nr 6           | Karol Fijołek       |
| eliminacje nr 6           | Monika Kumor        |
| eliminacje nr 5           | Emilia Domaradzka   |
| eliminacje nr 4           | Adam Ignasiak       |
| odcinek nr 4              | Marcin Wodziński    |
| eliminacje nr 3           | Anna Błaszkiewicz   |
| eliminacje nr 2           | Piotr Schroeder     |
| eliminacje nr 1           | Katarzyna Chudzicka |

### Piąta edycja (wiosna 2016)
Uczestnikami piątej edycji programu byli (alfabetycznie): Anna Aleksandrzak, Wojciech Bartczak, Artur Bodziachowski, Rafał Bukowski, Katarzyna Gaja, Grzegorz Gręda, Maja Jońska, Krystian Klamka, Wojciech Klimas, Ewelina Kozłowska, Emilia Kurowska, Dorota Mizgała, Maryla Oksentiuk, Tomir Pawłowski, Dagmara Raczyńska, Zbigniew Różanowski, Marlena Wencel (nie wszyscy brali udział w programie od pierwszego odcinka).
Wyniki rozgrywki przedstawia poniższa tabela.
| Wyniki piątej edycji           |                     |
| Rezultat                       | Finalista           |
| zwycięzca                      | Wojciech Bartczak   |
| finalista                      | Rafał Bukowski      |
| Eliminacja                     | Uczestnik           |
| konkurencja przed finałem nr 2 | Maja Jońska         |
| konkurencja przed finałem nr 1 | Wojciech Klimas     |
| eliminacje nr 9                | Artur Bodziachowski |
| eliminacje nr 8                | Grzegorz Gręda      |
| eliminacje nr 7                | Katarzyna Gaja      |
| eliminacje nr 6                | Ewelina Kozłowska   |
| eliminacje nr 5                | Krystian Klamka     |
| eliminacje nr 4                | Dorota Mizgała      |
| eliminacje nr 3                | Dagmara Raczyńska   |
| odcinek nr 3                   | Anna Aleksandrzak   |
| eliminacje nr 2                | Maryla Oksentiuk    |
| odcinek nr 1                   | Marlena Wencel      |
| odcinek nr 1                   | Tomir Pawłowski     |
| odcinek nr 1                   | Zbigniew Różanowski |
| odcinek nr 1                   | Emilia Kurowska     |

### Szósta edycja (jesień 2016)
Uczestnikami szóstej edycji programu byli (alfabetycznie): Małgorzata Augustyn, Damian Bańkowski, Emilia Bykowska, Katarzyna Gajewska, Kamila Gockowiak, Agnieszka Jasińska, Izabela Kaczorowska, Mikołaj Król, Błażej Loska, Tomasz Ptak, Karolina Sadura, Marta Smeja, Michał Suchanowski, Jakub Suchta, Jakub Wolski, Marcin Zdeb.
Wyniki rozgrywki przedstawia poniższa tabela.
| Wyniki szóstej edycji          |                     |
| Rezultat                       | Finalista           |
| zwycięzca                      | Michał Suchanowski  |
| finalista                      | Agnieszka Jasińska  |
| Eliminacja                     | Uczestnik           |
| konkurencja przed finałem nr 2 | Mikołaj Król        |
| konkurencja przed finałem nr 1 | Jakub Suchta        |
| eliminacje nr 9                | Jakub Wolski        |
| eliminacje nr 8                | Emilia Bykowska     |
| eliminacje nr 7                | Marcin Zdeb         |
| eliminacje nr 6                | Katarzyna Gajewska  |
| odcinek nr 6                   | Marta Smeja         |
| eliminacje nr 5                | Karolina Sadura     |
| eliminacje nr 4                | Tomasz „Zenek” Ptak |
| eliminacje nr 3                | Izabela Kaczorowska |
| eliminacje nr 2                | Damian Bańkowski    |
| eliminacje nr 1                | Kamila Gockowiak    |
| odcinek nr 1                   | Małgorzata Augustyn |
| odcinek nr 1                   | Błażej Loska        |

### Siódma edycja (jesień 2022)
Większość uczestników siódmej edycji programu to blogerzy i influencerzy w mniejszym lub większym stopniu związani z tematyką kulinarną. Uczestnikami siódmej edycji programu byli (alfabetycznie): Maciej Adamczyk, Anna Anklewicz, Jarosław Gruda, Hubert Jabłoński, Kamil Krupicz, Michał Kurczewski, Igor Łubkowski, Julia Oleś, Marcin Rybak, Ina Rybarczyk, Marta Spilarewicz, Karolina Stolarska-Bigos, Osuenhe Ugonoh, Agata Wójcik.
Wyniki rozgrywki przedstawia poniższa tabela.
| Wyniki siódmej edycji     |                          |
| Rezultat                  | Finalista                |
| zwycięzca                 | Jarosław Gruda           |
| finalista                 | Anna Anklewicz           |
| Eliminacja                | Uczestnik                |
| konkurencja przed finałem | Hubert Jabłoński         |
| konkurencja przed finałem | Kamil Krupicz            |
| eliminacje nr 9           | Julia Oleś               |
| eliminacje nr 8           | Michał Kurczewski        |
| eliminacje nr 7           | Agata Wójcik             |
| eliminacje nr 6           | Karolina Stolarska-Bigos |
| eliminacje nr 6           | Marta Spilarewicz        |
| eliminacje nr 5           | Igor Łubkowski           |
| eliminacje nr 4           | Maciej Adamczyk          |
| eliminacje nr 3           | Marcin Rybak             |
| eliminacje nr 3           | Osuenhe Ugonoh           |
| eliminacje nr 2           | Ina Rybarczyk            |

### Ósma edycja (wiosna 2023)
Uczestnikami ósmej edycji programu zostali (alfabetycznie): Oliwia Augustyn, Dominika Blaszkiewicz, Józef Bolach, Martyna Cieplak, Dominika Glegoła, Bartosz Godzisz, Kordian Gordewski, Dawid Grzybowski, Arkadiusz Kryśkiewicz, Witold Mondry, Edyta Niewiadomska, Laura Sidor, Lidia Szumniak, Piotr Wojcieszak (nie wszyscy brali udział w programie od pierwszego odcinka).
Wyniki rozgrywki przedstawia poniższa tabela.
| Wyniki ósmej edycji |                       |
| Rezultat            | Finalista             |
| zwycięzca           | Witold Mondry         |
| finalista (Top 2)   | Dominika Blaszkiewicz |
| finalista (Top 5)   | Martyna Cieplak       |
| finalista (Top 5)   | Dominika Glegoła      |
| finalista (Top 5)   | Kordian Gordewski     |
| Eliminacja          | Uczestnik             |
| eliminacje nr 8     | Józef Bolach          |
| eliminacje nr 7     | Arkadiusz Kryśkiewicz |
| eliminacje nr 6     | Piotr Wojcieszak      |
| odcinek nr 6        | Edyta Niewiadomska    |
| eliminacje nr 4     | Lidia Szumniak        |
| eliminacje nr 3     | Laura Sidor           |
| eliminacje nr 2     | Dawid Grzybowski      |
| eliminacje nr 1     | Oliwia Augustyn       |
| odcinek nr 1        | Bartosz Godzisz       |